# Ulalume

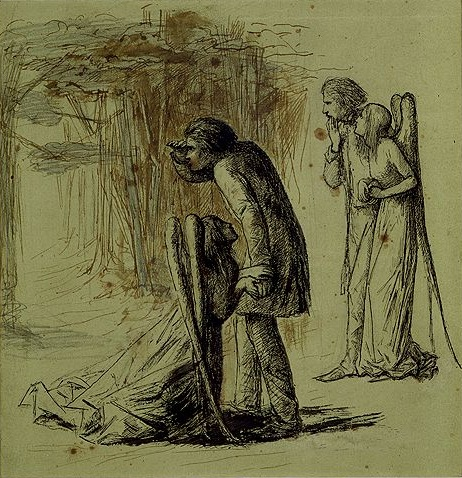
Ulalume il·lustrat per Dante Gabriel Rossetti, circa 1847–1848

Ulalume és un poema escrit per Edgar Allan Poe al 1847 i dedicat a la seua esposa Virginia Clemm. Com en altres poemes (com ara, El corb, Annabel Lee i Lenore), Ulalume tracta la pèrdua de la seua dona a causa de la mort prematura. Originàriament, Poe va escriure el poema com una elocució, per això és conegut pel seu enfocament en el so. A més, inclou moltes al·lusions, especialment a la mitologia, i també s'ha conjecturat si la identitat d'Ulalume estaria basada en una persona real.

## Sinopsi

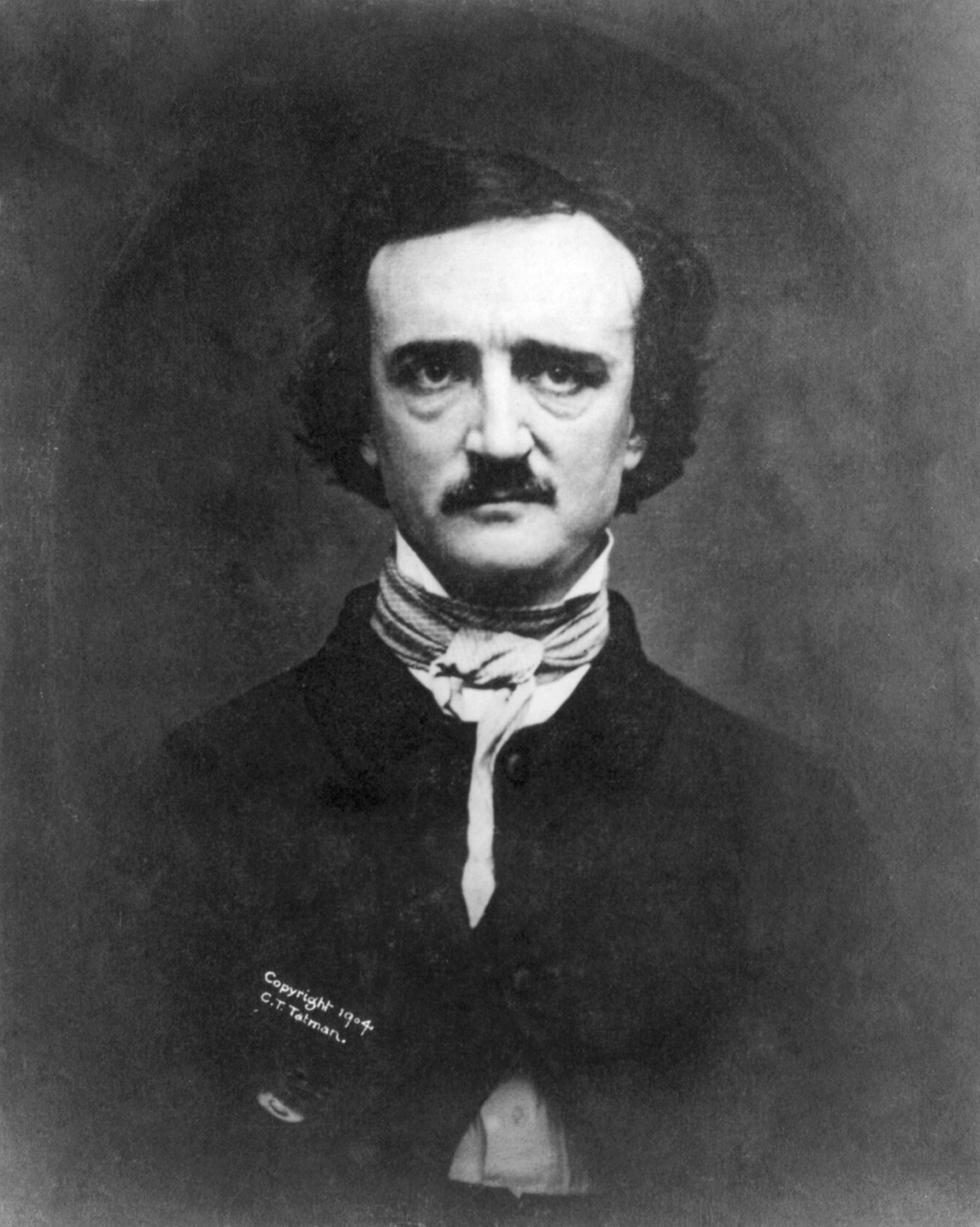
Daguerreotip d'Edgar Allan Poe (1848) per W. S. Hartshorn

El poema transcorre una nit de cel grisenc durant l'octubre solitari, mentre les fulles tardorenques es marceixen. Amb un cor «volcànic», el poeta passeja només amb la seua ànima, Psique, pel bosc endimoniat de Weir, al costat del fosc llac d'Auber.
El jo poètic explica que allí parla amb la seua ànima, d'una manera «seriosa i sòbria», però que els seus pensaments estaven paralitzats i marcits, sense adonar-se que era octubre ni d'on era. Mentre transcorre la nit, emergeix davant ell la lluna en quart creixent, Astarte, amb la seua doble banya. El poeta diu llavors: «És més tèbia que Diana. (...) Ha vist que les llàgrimes no s'han eixugat en aquestes galtes, (...) i ha vingut més enllà dels estels de Lleó, cap a la pau de Leteu dels cels». Però la seua ànima terroritzada respon: «Tristament desconfie d'aquest estel. (...) Oh, no ens entretinguem! Oh, vola! Deixa'ns volar! Ho necessitem.»
El poeta intenta llavors calmar la seua ànima, besant-la i dient-li que ha de confiar i deixar-se guiar per la llum. Així tots dos arriben a una tomba, enfront de la qual l'ànima diu: «és el sepulcre de la teua perduda Ulalume!» El poeta sent com el cor se li torna «grisenc i ombrívol» i plora. «Quin dimoni m'ha temptat ací?», adonant-se on realment era: a la tomba d'Ulalume, en la mateixa nit en què l'havia enterrat un any abans.

## Anàlisi
A diferència d'Annabel Lee, el poeta no és conscient que torna a la tomba de la seua estimada, i això revela la seua dependència cap a Ulalume i el seu amor. La seua pèrdua no sols el deixa trist, sinó absolutament devastat i, en visitar la tomba, inconscientment s'enfronta a una major angoixa autoinfligida. El poema se centra sobretot en la decadència i la deterioració: les fulles s'estan «marcint» i els pensaments del poeta són «lents». Els versos són sonors a propòsit, construïts al voltant del so per crear tristesa i angoixa. El poema empra el tema típic de Poe, «la mort d'una dons bella», que ell considerava «el tema més poètic del món». Alguns biògrafs i crítics sovint han suggerit que aquesta obsessió de l'autor amb el tema prové de la repetida pèrdua de dones al llarg de la seua vida, incloent la seua mare, Eliza Poe, i la seua mare adoptiva, Frances Allan.
La identitat d'Ulalume és controvertida. Poèticament, el nom emfasitza el so «L» (al·literació), un recurs freqüent en els seus personatges femenins, com Annabel Lee, Eulalie i Lenore. Si realment és una amant morta, l'elecció de Poe en referir-se a Ulalume com «la cosa» o «el secret» no semblarien termes apropiats. Ulalume podria ser una metàfora de la mort en si.

### Al·lusions

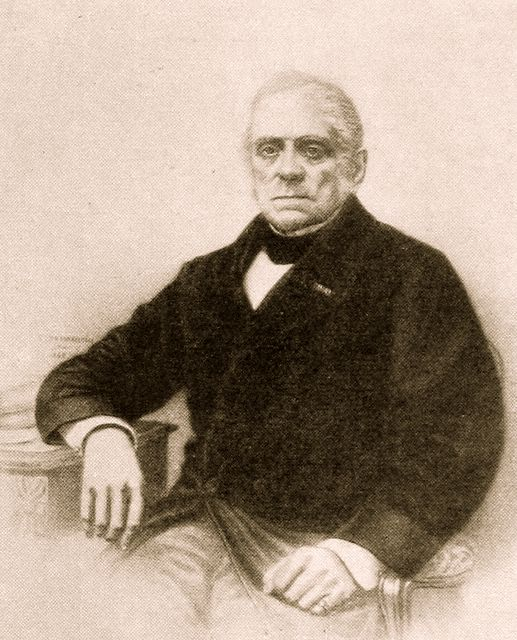
El «fosc llac d'Auber» podria ser una referència al compositor Daniel François Esprit Auber

Els erudits han fet moltes recerques per identificar totes les al·lusions de Poe, sobretot les de Thomas Ollive Mabbott, malgrat que molts altres suggereixen que els noms només s'han de valorar pel so poètic.
El poeta personifica la seua ànima com la psique grega: representa la part irracional però curosa del seu subconscient. És Psique qui primer es preocupa per la destinació de la caminada i qui s'adona que han arribat a la tomba d'Ulalume, l'estimada perduda. El títol en si suggereix un udol, del llatí ululare.
L'estrela lluent que veuen és Astarte, una dea associada a Venus) i connectada amb la fertilitat i la sexualitat. El «pecaminós llambrenc planeta» del vers final és una altra referència a Venus. Astarte pot representar una femme fatale sexual o a una visió de l'ideal.
La muntanya Yaanek, amb els seus «corrents sulfurosos» en l'«extrem clima del pol», s'ha identificat com el mont Erebus, un volcà de l'Antàrtida vist per primera volta al 1841. No hi ha evidència, però, que demostre que Poe tenia Erebus al cap, mentre que Yaanek estava especificat com «a les regions del pol boreal», i això indica una localització àrtica més que antàrtica.
Les referències a Auber i Weir podrien indicar dos coetanis de Poe, Daniel François Esprit Auber, compositor de tristes melodies d'òpera, i Robert Walter Weir, un pintor de l'escola del riu Hudson, famós pels paisatges.

## Publicació

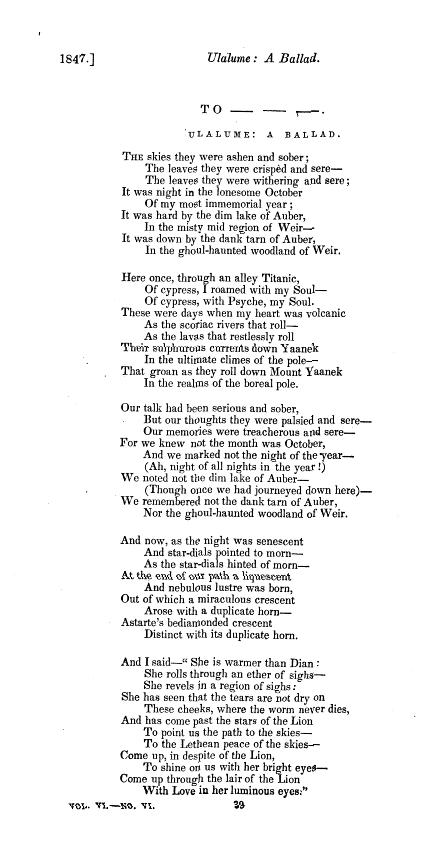
Ulalume com aparegué per primera vegada en American Review al 1847

Poe escrigué el poema per encàrrec del reverend Cotesworth Bronson, que li l'havia demanat per llegir en un dels seus sermons. Volia alguna cosa amb «varietat vocal i expressió», però Bronson decidí no usar el poema; i Poe el presentà a la Sartain's Union Magazine, que el rebutjà per ser massa dens. Poe degué veure la comanda de Bronson com un repte personal així com una oportunitat d'augmentar el seu renom, sobretot després que el seu anterior poema, El corb, també hagués estat lloat pel seu estil elocutiu.
Ulalume - A Ballad (Ulalume - Una balada) es publicà en acabant, tot i que anònimament, en l'American Whig Review, al desembre de 1847. Originàriament, Poe havia venut l'assaig Els fonaments del vers, llavors sense publicar, a l'editor del Review. Però com aquest no va imprimir immediatament el manuscrit, Poe el canvià per Ulalume.
Fou reimprés per Nathaniel Parker Willis, encara anònimament, en el Home Journal amb una nota demanant saber qui era l'autor, a comanda de Poe, per despertar l'interés. Alguns, inclòs Evert Augustus Duyckinck, deien que l'autor del poema era Willis. La publicació inicial constava de 10 estrofes. Rufus Wilmot Griswold, marmessor literari de Poe, fou el primer a imprimir Ulalume sense l'estrofa final, la que ara és la versió estandarditzada. Poe mateix recità una vegada el poema sense l'estrofa final, però admeté que no era intel·ligible i que amb prou feines quedava clar.

## Reaccions de la crítica
Aldous Huxley, en el seu assaig Vulgaritat en la literatura, considera Ulalume «una closca de so preciós», donant a entendre la manca de contingut. Huxley usa el poema com a exemple que la literatura de Poe és «molt poètica», un equivalent a usar un anell de diamant cada dit. El poeta Daniel Hoffman diu que el lector ha de «rendir la seua pròpia voluntat» a l'«encanteri hipnòtic» del poema i la seua «mètrica de precisió mecànica». «Llegir Ulalume és com un menjar de massapà», diu, «pot haver-hi aliment, però els sentits estan esmussats pel sabor, i el regust dona mal de panxa.»
El poema també rebé algunes lloances. Després de la mort de Poe, Thomas Holley Chivers declarà que Ulalume era un plagi d'un dels seus poemes, i després feu algunes acusacions infundades semblants contra ell. Malgrat això, digué que el poema era «nèctar barrejat amb ambrosia». Un altre amic de Poe, Henry B. Hirst, suggerí en l'edició del 22 de gener de 1848 del Saturday Courier que el seu amic havia trobat la «idea principal» del poema en una obra de Thomas Buchanan Read.
Bret Harte feu una paròdia del poema titulada The Willows (Els salzes) presentant el poeta en companyia d'una dona anomenada Mary, i aquest es queda sense diners en un bar.

## En la cultura popular
En la novel·la debut de F. Scott Fitzgerald, En aquest costat del paradís, el protagonista Amory Blaine recita Ulalume mentre passeja pel camp. Un altre personatge, Eleanor Savage, anomena a Blaine «el xic de cabells caoba a qui agrada 'Ulalume'.» Quan tots dos es veuen embolicats en una tempesta elèctrica, Savage s'ofereix a representar el paper de Psique mentre Blaine recita el poema. En la novel·la curta de H. P. Lovecraft, A les muntanyes de la bogeria, un personatge fa referència al poema. Mentre mira cap a una muntanya, suggereix que la «muntanya descoberta al 1840, havia estat sens dubte motiu d'inspiració de Poe quan escrigué set anys més tard», seguit d'uns versos del poema.